# Estats Pontificis

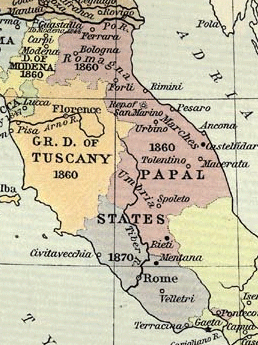
Mapa dels Estats Pontificis a l'any 1870

Els Estats Pontificis, també coneguts com a Estats de l'Església, van ser uns territoris de la Itàlia central, que es van mantenir independents i sota govern dels Papes de Roma entre el 752 i el 1870, hereus de l'antic Exarcat de Ravenna.

## Història

### Creació dels Estats Pontificis
El 747 Pipí el Breu, fill de Carles Martell, majordom de palau, i governant de fet del reialme dels francs, va deposar del tron Khilderic III, últim rei merovingi, amb el suport del Papa Zacaries I, que va donar-li el pretext que qui ostenta el poder és qui ha de ser rei, basant-se en el rei David, de l'Antic Testament.
Pipí va ser escollit rei per la noblesa franca, fundant la Dinastia carolíngia. A més a més, el Papa el va coronar i el va beneir, convertint-se en el primer monarca europeu que va regnar per la gràcia de Déu. A partir d'aquest moment va començar una llarga cooperació entre el regne franc i l'Església.
A Itàlia, el poder romà d'Orient declinava, ja des d'inicis del segle viii,i les relacions entre els emperadors romans d'Orient i els papes estaven molt deteriorades. Durant el pontificat d'Esteve II (III), Astolf, rei dels llombards, va ocupar els territoris romans d'Orient de l'Exarcat de Ravenna i després va posar setge a Roma. Davant la impossibilitat de rebre ajuda romana d'Orient, Esteve va demanar-ne a Pipí el Breu, que va respondre a la seva crida i va iniciar diverses campanyes contra els llombards, que finalment van haver d'abandonar els territoris ocupats: Ravenna, Ferrara, Bolonya, els bisbats de Rímini, Pesaro, Fano, Senigallia i Ancona) i la regió de Roma. Pipí va posar aquestes terres sota el govern directe dels papes. Però el perill llombard no havia quedat totalment anorreat per les accions militars de Pipi el Breu. El rei Desideri va envair els Estats Pontificis i la pròpia Roma.
Adrià I, papa el 774, va convocar un altre cop els francs i va ser Carlemany, com abans havia estat el seu pare, qui va acudir en defensa de la Santa Seu. El resultat va ser la restitució dels béns de l'Església. La major part d'Itàlia central va quedar constituïda com un estat independent sota el govern dels papes. En agraïment, el Papa va coronar Carlemany com a emperador d'Occident l'any 800.

### El període medieval
Amb la caiguda de l'Imperi Carolingi el 843, l'autoproclamat rei d'Itàlia, Berenguer de Friuli, va amenaçar les possessions papals.
El papa Joan XII va necessitar l'ajut d'Otó I el Gran, que va entrar triomfant a Roma. A la Basílica de Sant Pere, el papa va restablir la dignitat imperial coronant a Otó com a emperador del Sacre Imperi Romanogermànic el 2 de febrer del 962. Otó per la seva banda va ratificar la potestat de l'Església sobre els Estats Pontificis.
Al tombant de l'any 1000, els Estats Pontificis eren una de les quatre grans potències d'Europa, juntament amb l'Imperi Romà d'Orient, el Regne dels Francs i el Sacre Imperi Romanogermànic.
La Itàlia meridional mai no va formar part dels Estats Pontificis però sí que va ser-ne estat vassall durant el període de domini normand. En 1059, mitjançant el tractat de Melfi, el Papa Nicolau II va atorgar a Ricard d'Aversa la investidura del principat de Càpua, i a Robert Guiscard la del Ducat de la Pulla i Calàbria, així com la promesa futura de la senyoria de Sicília. Com a compensació per la unció papal amb la qual es van veure dignificats, es van comprometre a retre vassallatge al papa en tot moment. Robert Guiscard va mostrar-se inexorable en les seves conquestes i en pocs anys va ocupar Sicília, expulsant els musulmans de Palerm, Messina, Bari, Bríndisi i Salern. Quan el 1080 Gregori VII va necessitar ajuda militar normanda, li va atorgar el beneplàcit apostòlic a les conquestes a canvi de la declaració formal de vassallatge cap a la Santa Seu en tots els territoris que guanyés.
A les acaballes del pontificat d'Innocenci II, cap al 1143, coincidint amb un moviment reivindicatiu municipal que s'estenia per les ciutats italianes, el Senat Romà va aconseguir quedar-se bona part del poder civil dels papes. El successor d'Innocenci, Luci II va intentar restablir per les armes l'ordre anterior i va atacar el Capitoli al capdavant d'un exèrcit, però el Senat i el poble, capitanejat per Arnaldo de Brescia van derrotar severament al papa. Sota el seu lideratge es va demanar al papa i als clergues que es desposseïssin del poder temporal. Roma es va apartar de l'obediència civil al papa i va proclamar la República.
Frederic I Barbaroja va tornar al papa Adrià IV el govern dels Estats Pontificis, amb el desig de ser coronat emperador. Va entrar a Roma el 1155 i va capturar i executar Arnaldo de Brescia. No obstant el mateix Frederic, amb la seva política expansionista seria qui més tard posaria en perill les possessions papals.
Innocenci III va donar un impuls decisiu en la consolidació i engrandiment dels Estats Pontificis. Va sotmetre l'estament municipal romà definitivament i va privar de poders el Senat de la ciutat. Va recuperar el domini sobre els territoris que l'emperador havia deixat sota mandataris alemanys, expulsant-los de Romanya, Ancona i Spoleto. Per excomunió es va quedar els territoris en litigi que havien constituït les possessions de la comtessa Matilde de Toscana i que presumptament havia deixat a la Santa Seu en herència. Però que romanien sota poder dels vassalls romans de l'emperador. D'aquesta manera va obtenir la sobirania d'algunes ciutats de la Toscana i el nord d'Itàlia es va poder desempallegar del domini germànic.
Amb la croada realitzada contra els càtars a Occitània, va aconseguir que Ramon VI de Tolosa li cedís set castells a la Provença que es van incorporar al patrimoni de l'Església, fins que van ser bescanviats en un acord entre Gregori X i Felip III de França pel comtat de Venesino el 1274.
Durant el regnat de l'emperador Frederic II, (1215-1251) Els Estats Pontificis van tornar a passar per un moment difícil. Frederic, a més d'emperador del Sacre Imperi també era amo del regne de les Dues Sicílies i va incorporar al seu imperi la Llombardia i la Toscana després d'haver derrotat la Lliga Llombarda el 1239, Frederic es va proposar annexionar-se el patrimoni de Sant Pere per dominar tot Itàlia. Va marxar sobre Roma, d'on va haver de fugir el Papa Gregori IX i va poder passejar-se desafiant per tot Itàlia, nomenant al seu fill Enzio governador del territori peninsular i ell mateix es va erigir com a senyor dels Estats Pontificis. El 1253, dos anys després de la mort de l'emperador, el Papa Innocenci IV va poder tornar a Roma des del seu exili francès i va reprendre el govern de la ciutat i la resta de dominis eclesiàstics.
Els Estats Pontificis no van poder sobreposar-se als fets que es van produir a la convulsa Itàlia de mitjans del segle xiv, ja que l'establiment de la seu papal a la ciutat d'Avinyó va permetre que els nobles italians actuessin segons els seus interessos, prescindint de l'autoritat papal. Són molts els exemples: Giovanni di Vico es va proclamar senyor de Viterbo; El ducat de Spoleto es mantenia en la insubmissió, la marca d'Ancona era independent de fet, es van privatitzar les ciutats de Fermo i Camerino, els Malatesta es mantenien en rivalitat oberta, Francesco degli Ordelaffi, s'havia fet amb gran part de la Romanya, etc. Això sense comptar amb la desvinculació de l'Església dels feus tradicionals de Sicília, que va passar a mans de la Corona d'Aragó, o el regne de Nàpols, sota autoritat dels Anjou.
Era urgent actuar i aprofitant l'estada a Avinyó del castellà Gil de Albornoz, arquebisbe de Toledo i experimentat militar, que havia lluitat amb les hosts d'Alfons XI de Castella en la batalla del riu Salado i en el setge d'Algesires. Climent VI el va ordenar cardenal i li va encomanar la missió de reclutar un exèrcit. Dos anys més tard (1353) sota el pontificat d'Innocenci VI, va anar als Estats Pontificis amb una butlla que li atorgava plens poders.
Gil de Albornoz va recuperar militarment els territoris que havien estat usurpats i va doblegar els insubordinats i altius nobles italians. Els Estats Pontificis es van tornar a agrupar al voltant de l'obediència al papa.
Albornoz també va redactar i posar a la pràctica el primer marc jurídic específic dels Estats Pontificis, les Constitutiones Aegidianae, que seguirien en funcionament fins als Pactes del Laterà el (1929).

### L'època del Renaixement
A inicis del segle xvi, les nacions europees van aconseguir unificar-se i els seus monarques van assumir el poder absolut d'aquestes, l'Església romana no era l'única que veia la descomposició d'Itàlia i les pugnes entre els seus heterogenis i mal avinguts estats la feien vulnerable a la intervenció de francesos, alemanys i espanyols, ni tampoc l'única que temia la implantació d'un estat únic nacional que la privés dels drets governamentals sobre el seu propi territori. Al Papa, com a tots els prínceps italians, només l'hauria satisfet ser el líder unificador de tota la península entorn dels seus dominis, però amb la diferència que l'església, pel seu tarannà ecumènic i la seva tradició teocràtica universal, estava en millors condicions que els seus possibles competidors per a dur a terme l'empresa. Amb aquest ànim de potencials monarques absoluts d'una Itàlia unida i centralitzada van governar els papes del Renaixement.
La singularitat del Papa Alexandre VI (el papa Borja) decau en què concebia l'organització papal com una monarquia personalista. Volia crear un regne a Itàlia, desvinculat de la Santa Seu, perquè algun dels seus fills el governés. Amb aquest propòsit va sotmetre a tirans locals, vassalls nominals de Roma, però que governaven els seus respectius feus com volien. Amb Joan Borja, duc de Gandía comandant dels exèrcits papals, va conquerir els castells de Cerveteri, Anguillara, Isola i Trevignano, accions per les quals va nomenar-lo duc de Benevento i senyor de Terracina i Pontecorvo. Quan Joan va morir assassinat, Alexandre va donar la capitania dels exèrcits al seu fill Cèsar Borja. Amb l'ajuda militar francesa, Cèsar va conquerir les ciutats d'Imola i Forli, governades per Caterina Sforza, i després Cesena. Més tard es va apoderar de Rímini, governada per Segismondo Pandolfo Malatesta, i de Faenza, de Piombino i l'illa d'Elba, d'Urbino, Camerino, Città di Castello, Perusa, Fermo, i finalment Senigallia. Aquestes terres van passar a ser domini del fill del Papa, que va ser nomenat duc de Romanya.
El papa Juli II (1503-1513) va tornar a l'Església les possessions de les quals els Borja s'havien apropiat. En alguns casos va ser fàcil, en altres va ser necessari l'ús de les forces armades. Perusa i Bolonya van reintegrar-se als Estats Pontificis el 1506.
Venècia amenaçava de competir amb els Estats Pontificis pel domini d'Itàlia. Per evitar aquest perill Juli II va formar la Lliga de Cambrai amb la intervenció de França, Espanya, el Sacre Imperi Hongria, Savoia, Florència i Màntua. Venècia no va poder oposar resistència davant d'un enemic tan potent i va ser derrotada en la batalla d'Agnadello el 1509, deixant al papa sense rival. Amb l'ajuda d'Espanya va aconseguir desfer-se de la presència francesa en terra italiana.
Els francesos en aquella època eren amos de Gènova i Milà.
El que el Papa mai aconseguiria seria alliberar Itàlia del domini espanyol, que perduraria intensament i prolongadament, en especial durant els regnats de Carles I i Felip II, encara que mai van ampliar les seves possessions a costa dels Estats Pontificis. Al contrari, Felip II no va impedir que, en contra dels seus desitjos, el Papa Climent VIII s'annexionés els béns de l'Església de la ciutat de Ferrara el 1597.

### Moviments revolucionaris
El Comtat Venaissí i el d'Avinyó eren propietat dels Estats Pontificis, formant un enclavament en terra francesa. Aquestes possessions van ser confiscades durant la Revolució Francesa, durant el Pontificat de Pius VI (1775-1799).
La invasió napoleònica d'Itàlia el 1797 no es va aturar a les portes de Roma: un any després les tropes franceses entraven a la ciutat. Units als francesos, els revolucionaris italians li van exigir al papa que abdiqués de la seva sobirania temporal. El 7 de març de 1798 es va declarar la I República Romana (1798-1799) i el papa va ser segrestat i deportat cap a França. A causa de la seva edat avançada i al seu estat de salut Pius VI va morir durant el viatge.
Napoleó Bonaparte va intentar regular les relacions amb l'Església, cosa que va quedar reflectida al Concordat de 1801 entre França i la Santa Seu que van signar el nou papa, Pius VII i Napoleó.
El papa va viatjar a França per coronar emperador Napoleó el 1804, però aviat va suposar un destorb pels plans de l'emperador qui el 1809 es va apoderar dels territoris dels Estats Pontificis, els va incorporar al Primer Imperi Francès i va retenir a Pius VII presoner a Savona. Amb la derrota de Napoleó, el Congrés de Viena de 1815 va assegurar la pervivència dels Estats Pontificis dins del nou ordre europeu encara que amb una petita pèrdua territorial en favor de l'Imperi Austríac.
L'esperit revolucionari francès es va estendre per Itàlia. El 1831, el mateix any en què va ser escollit papa Gregori XVI, va esclatar un aixecament a Mòdena, seguit d'un altre a Reggio Emilia i poc després a Bolonya on es va arriar la bandera papal i es va alçar la tricolor. En qüestió de setmanes els Estats Pontificis cremaven en una pira revolucionària i es va proclamar el govern provisional de les «Províncies Unides» de la Itàlia central. Gregori XVI no comptava amb suficients efectius militars i va demanar ajuda estrangera per contenir el moviment, ajuda que va rebre d'Àustria. El febrer del 1831 les tropes austríaques van entrar a Bolonya i hi van expulsar el govern provisional, que es va refugiar a Ancona, en dos mesos la revolta va ser desarticulada. Representants de les grans potències es van reunir a Roma. Àustria, Rússia, Anglaterra, França Prússia, que van analitzar la situació i van elaborar un seguit de reformes que al seu judici eren necessàries als Estats Pontificis. No totes van ser acceptades per Gregori XVI però sí les suficients com per a canviar matèries com la justícia, les finances, l'administració.
Aquests petits canvis no van satisfer les demandes dels revolucionaris. A final del mateix any la revolta es va tornar a propagar pels estats de l'Església. Les tropes austríaques, la presència de les quals era garantia d'estabilitat, van tornar al seu país i va ser necessari demanar un altre cop la seva intervenció. Unides les seves forces amb les del papa va ser fàcil prendre Cesena i Bolonya, focus de protesta revolucionària. França va desplegar alguns destacaments a Itàlia i va ocupar Ancona el 1838.
Després d'uns anys de calma, l'agitació revolucionària es va fer notar el 1843 a Romanya i Úmbria. El 1845 forces sublevades es van apoderar de la ciutat de Rímini. Van ser desallotjades però no dispersades i van portar la revolució a la Toscana.

### Unificació Italiana i fi dels Estats Pontificis

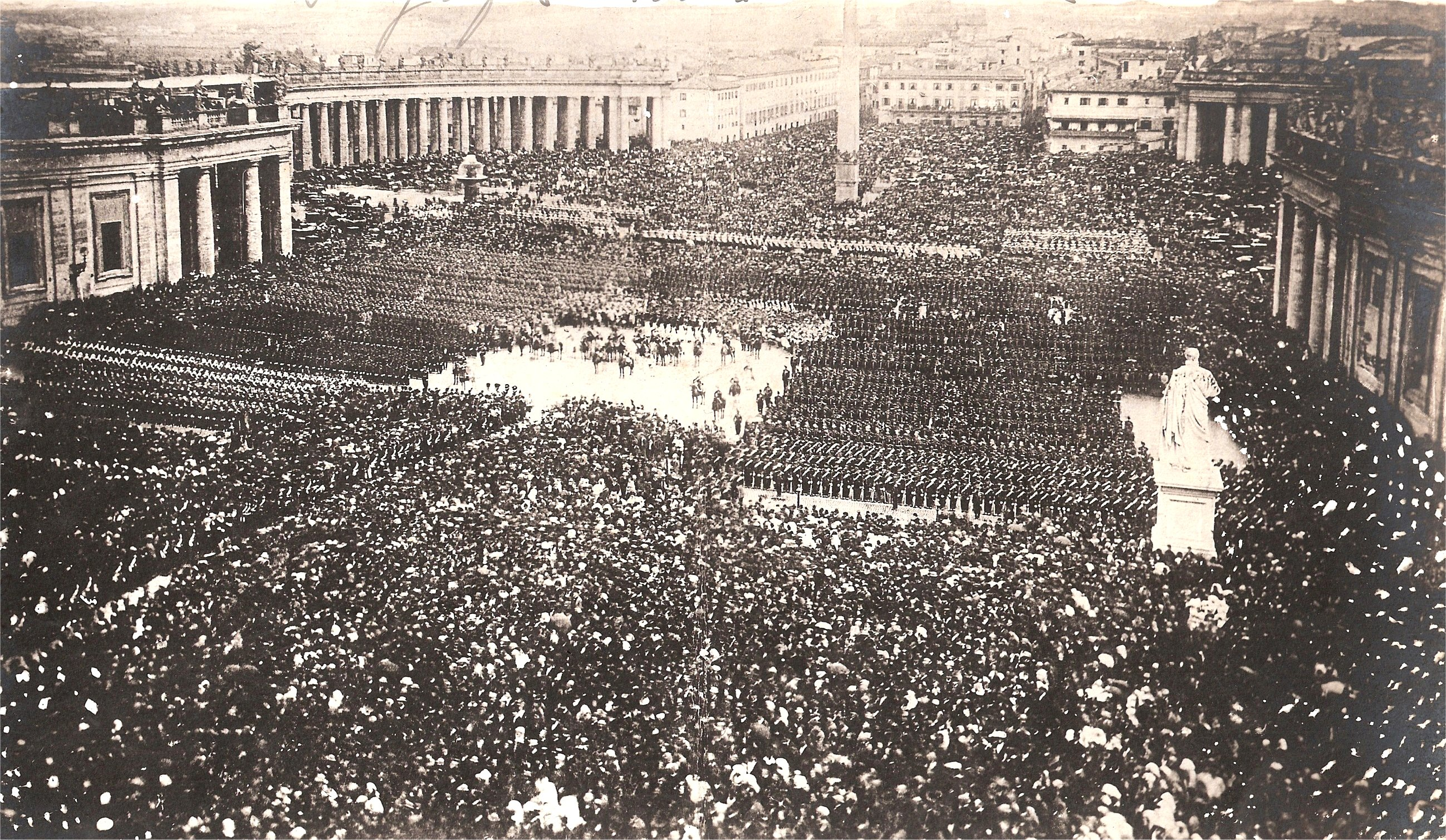
El Papa Pius IX beneeix les seves tropes per darrera vegada abans de la Captura de Roma, 25 d'abril de 1870.

Els vents revolucionaris que bufaven a Itàlia van derivar en corrents impulsores de la unificació nacional. El rei de Piemont-Sardenya, Carles Albert de Savoia va assumir les iniciatives de la unitat i va declarar la guerra a Àustria. El papa Pius IX, que havia pujat al tron el 1846, no va voler unir-se a la causa, cosa que el poble romà mai no li va perdonar. A Roma va esclatar la revolució i el papa es va veure obligat a abandonar la ciutat disfressat de frare el 1848. Es va abolir el poder temporal del papa i es va proclamar la II República Romana (1849). Es va organitzar un contingent militar aportat per diverses nacions catòliques i el 12 d'abril de 1850 Pius va retornar a Roma i va abolir l'efímera república. L'estiu del 1859 algunes ciutats de la Romanya es van aixecar en contra de l'autoritat papal i van prendre la decisió plebiscitària d'annexionar-se al Piemont, cosa que van aconseguir el març del 1860. Aquest mateix any, Víctor Manuel II va sol·licitar formalment al papa que li entregués Umbria i les Marques, però Pius IX el va rebutjar. Les tropes piemonteses es van enfrontar a les papals, que van derrotar a Castelfidardo el 18 de setembre) i a Ancona el 30 de setembre. L'Església es va veure desposseïda d'aquelles regions, que juntament amb La Toscana, Parma i Mòdena van associar-se al creixent Regne de Sardenya-Piemont (novembre de 1860), que passà a denominar-se regne d'Itàlia del Nord. Els Estats Pontificis van quedar definitivament desmembrats i reduïts a la ciutat de Roma i al seu entorn, on el papa, sota protecció francesa, va seguir exercint de moment la seva minvada autoritat civil.
El 1870 va esclatar la Guerra Franco-prussiana i l'emperador francès Napoleó III va fer cridar tots els seus efectius militars a Itàlia, inclosa la guarnició de Roma. Itàlia, aliada de Prússia en aquesta guerra, va comptar amb el beneplàcit del canceller Otto von Bismarck per actuar sense miraments contra els Estats del Papa, profrancesos. Pius IX va reunir un exèrcit de vuit mil homes en un intent desesperat de resistir però no va poder contenir les divisions italianes que van marxar motivades per l'esperit patriòtic cap a Roma. El 20 de setembre de 1870 van entrar a la ciutat per la Porta Pia, i van convertir Roma en la capital del nou regne d'Itàlia. Víctor Manuel II va establir la seva cort al palau del Quirinal.
Pius IX mai va reconèixer la unificació d'Itàlia i es va declarar «presoner» al seu palau al Vaticà quan les tropes italianes van entrar a Roma i van acabar per la força amb els Estats Pontificis.
Van haver de passar 59 anys fins que l'11 de febrer de 1929, Pius XI i Benito Mussolini van signar els Pactes del Laterà, en virtut dels quals l'Església reconeixia Itàlia com a estat sobirà i aquesta feia el mateix amb la Ciutat del Vaticà, petit territori independent de la ciutat de Roma, de 44 hectàrees encara avui sota jurisdicció pontifícia.